# Riesel
Riesel è un centro abitato degli Stati Uniti d'America situato nella contea di McLennan dello Stato del Texas.
La popolazione era di 1.007 persone al censimento del 2010. Fa parte dell'area metropolitana di Waco.

## Geografia fisica
Riesel è situata a 31°28′20″N 96°55′55″W (31.472226, -96.932076).
Secondo lo United States Census Bureau, ha un'area totale di 4,0 miglia quadrate (10 km²).

## Società

### Evoluzione demografica
Secondo il censimento del 2000, c'erano 973 persone, 357 nuclei familiari e 287 famiglie residenti nella città. La densità di popolazione era di 244,8 persone per miglio quadrato (94,6/km²). C'erano 390 unità abitative a una densità media di 98,1 per miglio quadrato (37,9/km²). La composizione etnica della città era formata dal 94,76% di bianchi, lo 0,31% di afroamericani, lo 0,31% di nativi americani, lo 0,72% di asiatici, lo 0,10% di isolani del Pacifico, il 3,08% di altre razze, e lo 0,72% di due o più etnie. Ispanici o latinos di qualunque razza erano il 6,58% della popolazione.
C'erano 357 nuclei familiari di cui il 39,8% aveva figli di età inferiore ai 18 anni, il 66,4% aveva coppie sposate conviventi, il 10,1% aveva un capofamiglia femmina senza marito, e il 19,6% erano non-famiglie. Il 17,4% di tutti i nuclei familiari erano individuali e il 9,2% aveva componenti con un'età di 65 anni o più che vivevano da soli. Il numero di componenti medio di un nucleo familiare era di 2,73 e quello di una famiglia era di 3,10.
La popolazione era composta dal 30,6% di persone sotto i 18 anni, il 4,6% di persone dai 18 ai 24 anni, il 31,1% di persone dai 25 ai 44 anni, il 18,7% di persone dai 45 ai 64 anni, e il 14,9% di persone di 65 anni o più. L'età media era di 36 anni. Per ogni 100 femmine c'erano 89,7 maschi. Per ogni 100 femmine dai 18 anni in giù, c'erano 78,5 maschi.
Il reddito medio di un nucleo familiare era di 35.234 dollari e quello di una famiglia era di 38.875 dollari. I maschi avevano un reddito medio di 30.313 dollari contro i 23.571 dollari delle femmine. Il reddito pro capite era di 15.315 dollari. Circa il 7,4% delle famiglie e il 9,5% della popolazione erano sotto la soglia di povertà, incluso il 15,3% di persone sotto i 18 anni e il 4,4% di persone di 65 anni o più.